# Principiul parității
Principiul parității
"Par sau impar ?" aceasta este întrebarea ! Rezolvarea problemelor se bazează pe proprietățile numerelor pare și impare, a legăturilor dintre ele.
Exemplul 1. 
Să se afle numerele naturale x dacă x(x + 1) = 15. 
Rezolvare: 
Observăm că x și x + 1 sunt numere consecutive, deci cel puțin unul dintre ele este par. 
Rezultă că produsul lor este număr par. Cum 15 este impar rezultă că ecuația nu are soluții numere 
naturale.
Exemplul 2. O tablă de șah este decupată astfel încât rămâne fără două pătrate din două 
colțuri opuse. 
Se poate acoperi tabla de șah, astfel decupată, cu plăcuțe de domino? 
Rezolvare: 
Observăm că tabla de șah are același număr de pătrate de culori diferite. Dacă decupăm cele 
două pătrate din două colțuri opuse, observăm că vom obține dimensiuni pe lungime sau pe lățime 
care diferă cu 1. Placa de domino are dimensiunile 1 x2. Ca să acoperim tabla de șah trebuie să 
avem pe orizontal sau pe vertical numai dimensiuni pare. Deci răspunsul la întrebare este nu.
Exemplul 3. 
Arătați că suma a n numere impare consecutive nu este număr prim. 
Rezolvare: 
Diferența dintre două numere impare consecutive este doi. Deci suma a n numere impare 
consecutive este număr par, deci nu este număr prim
Generalizare:x+y=z
dacă z=număr impar
Rezultă:x sau y este număr par și celălalt impar
dacă z=număr par
Rezultă:x și y sunt numere pare sau impare